# 勒夫兰库克
勒夫兰库克（法語：Leffrinckoucke，法語發音：[ləfʁɛ̃kuk]）是法国上法蘭西大區北部省的一个市镇，属于敦刻尔克区。

## 地名
该地名“Leffrinckoucke”发音特殊，其发音为[ləfʁɛ̃kuk]，不符合字母“e”在两相同辅音字母前发/ɛ/（如“verrière”，[vɛʁjɛʁ]）或/e/（如“message”，[mesaʒ]）的法语基本发音规则。

## 地理
勒夫兰库克（51°3'13"N, 2°26'19"E）面积7.28 平方千米，位于法国上法蘭西大區北部省，该省份为法国最北部的省份及最长的省份，西北濒北海，西接加来海峡省，南至埃纳省和索姆省，东与比利时接壤。
与勒夫兰库克接壤的市镇（或旧市镇、城区）包括：泰特盖姆-库德凯尔克村、于克塞姆、敦刻尔克、吉费尔德。
勒夫兰库克的时区为UTC+01:00、UTC+02:00（夏令时）。

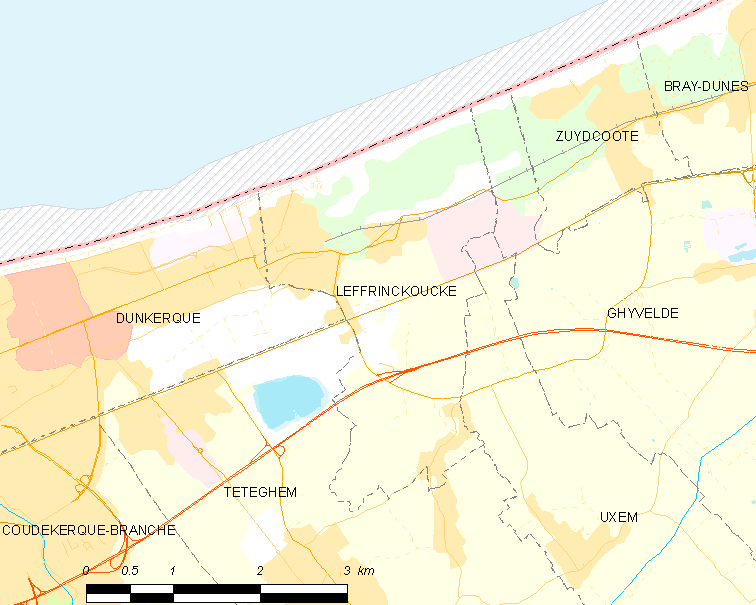
勒夫兰库克的OSM定位图

## 行政
勒夫兰库克的邮政编码为59495，INSEE市镇编码为59340。

## 政治
勒夫兰库克所属的省级选区为敦刻尔克第二县。

## 人口

1962-2008年间勒夫兰库克人口变化图示

勒夫兰库克于2022年1月1日时的人口数量为4101人。